# Nord-Borneo

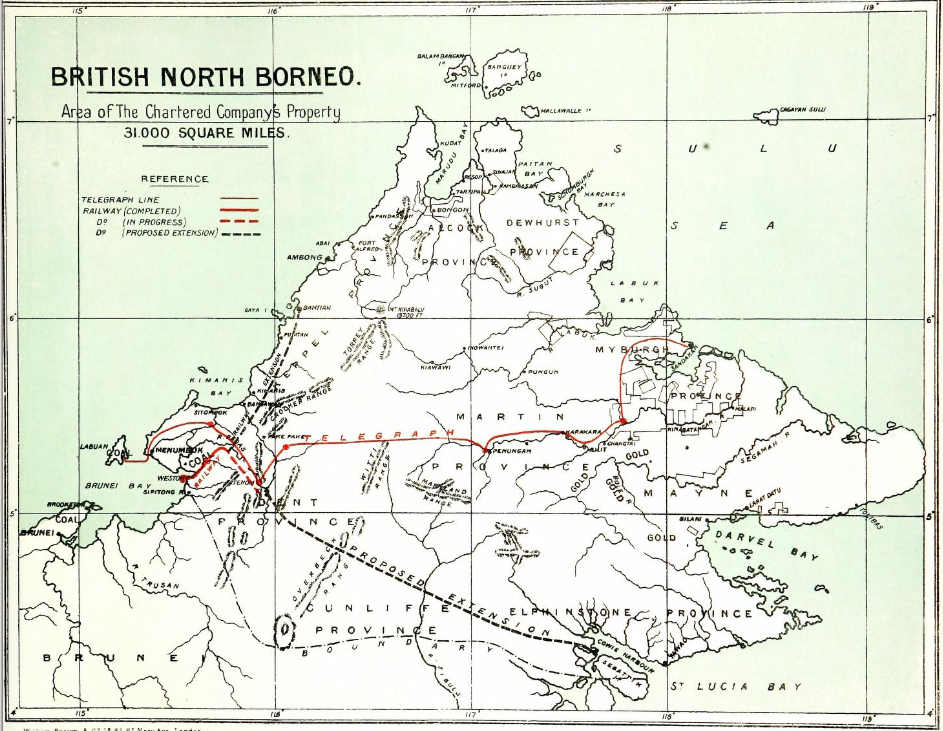
Britisch-Nordborneo, 1899

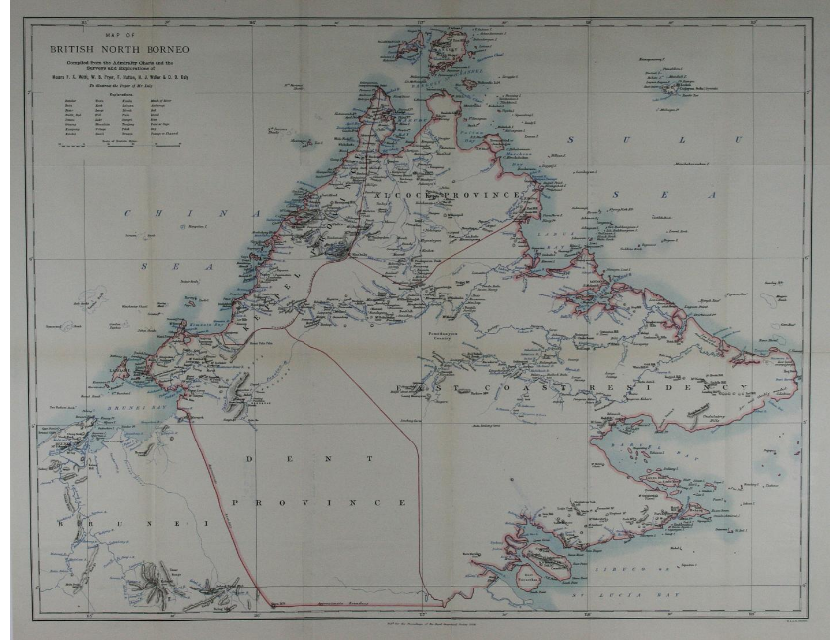
Provinzgrenzen von Britisch-Nordborneo, 1888

Nord-Borneo, auch Nordborneo (englisch North Borneo) oder Britisch-Nordborneo (BNB; deutsch für British North Borneo), war von 1881 bis 1946 ein britisches Protektorat unter der Hoheit der North Borneo Chartered Company und von 1946 bis 1963 als Britisch-Nordborneo (BNB) eine Kronkolonie des Vereinigten Königreichs. Es nahm den nordöstlichen Teil der Insel Borneo ein. Heute liegt dort der malaysische Bundesstaat Sabah. Der letzte Gouverneur von Nord-Borneo, Sir William Allmond Codrington Goode, hatte sein Amt von 1959 bis 1963 inne.

## Geschichte

### Der Staat Nord-Borneo
1865 gelang es dem US-amerikanischen Konsul in Brunei, Charles Lee Moses, einen auf zehn Jahre angelegten Pachtvertrag für das Gebiet Nordborneo mit dem Sultan von Brunei auszuhandeln. Allerdings zeigten die Vereinigten Staaten in der Zeit nach dem Sezessionskrieg wenig Interesse an asiatischen Kolonien, sodass Moses seine Rechte an die in Hongkong ansässige Handelsfirma American Trading Company of Borneo verkaufte, die von Joseph William Torrey, Thomas Bradley Harris, Tat Cheong und einigen anderen chinesischen Händlern betrieben wurde. Torrey gründete eine Ansiedlung an der Kimanis-Bucht, die er Ellena nannte. Alle Versuche, Investoren für die Ansiedlung zu finden, schlugen jedoch fehl. Krankheiten, Todesfälle und Flucht der angeworbenen Arbeitskräfte führten dazu, dass die Siedlung gegen Ende des Jahres 1866 aufgegeben wurde. Harris starb 1866, und Torrey kehrte 1877 nach Amerika zurück, wo er 1884 in Boston, Massachusetts starb.
Noch vor Ablauf des Pachtvertrags im Januar 1875 gelang es Torrey, seine Rechte an Nordborneo an den Konsul von Österreich-Ungarn in Hongkong, dem deutschstämmigen Baron Gustav Overbeck, zu verkaufen. Der erste Versuch der beiden, den Pachtvertrag zu verlängern, scheiterte am Starrsinn des alten Sultans, der Verhandlungen über den Vertrag rundweg ablehnte. Die beiden traten daraufhin in Verhandlungen mit dem Temenggong, einem Prinzen und zukünftigen Erben des Sultans, der den Pachtvertrag für die Summe von 1000 Straits-Dollar eigenmächtig für weitere zehn Jahre verlängerte. Overbeck war nun im Besitz eines Vertrages, der vom Sultan nicht gegengezeichnet und der deshalb nach Expertise von Sir Hugh Low, dem Gouverneur von Labuan, wertlos war. Der beabsichtigte Weiterverkauf seiner Rechte misslang, und 1876 hatte Overbeck sein Kapital nahezu aufgebraucht. In dieser Situation wandte er sich hilfesuchend an Alfred und Edward Dent, die jungen Geschäftsführer von Dent Brothers, der Nachfolgefirma von Dent & Co.
1877 gründete Alfred Dent zusammen mit Gustav Overbeck die Dent & Overbeck Company (auch als Overbeck & Co. bezeichnet).
Die beiden Brüder gaben Overbeck die erwünschte finanzielle Unterstützung. Gleichwohl gelang es Overbeck weiterhin nicht, Käufer für die Rechte an Nordborneo zu finden, und so zog er sich 1880 aus dem Geschäft zurück. Die Rechte – einschließlich der damit verbundenen Titel „Maharajah von Sabah und Rajah von Gaya“ – gingen an Alfred Dent über.
Nach wie vor suchte Dent nach Möglichkeiten, aus den Rechten an Nordborneo Gewinn zu schlagen. Dabei wurde er von Sir Rutherford Alcock, Admiral Sir Henry Keppel und R. B. Martin unterstützt. Im Juli 1881 gründete Alfred Dent mit seinem Bruder die British North Borneo Provisional Association Ltd, die noch im selben Jahr durch königlichen Chartervertrag zur North Borneo Chartered Company wurde. Im Mai 1882 nahm die Gesellschaft die Arbeit auf. Sir Rutherford Alcock wurde ihr erster Präsident und Alfred Dent geschäftsführender Direktor.
Auch einige Proteste durch die Regierungen der Niederlande, Spaniens und Sarawaks hielten die North Borneo Chartered Company nicht davon ab, die Besiedelung des Territoriums und den Aufbau einer Kommunalverwaltung fortzusetzen. Durch Verhandlungen mit dem Sultan von Brunei erwarb die Gesellschaft in der Folgezeit weitere Hoheits- und Territorialrechte, die das ursprüngliche Staatsgebiet um das Gebiet am Putatan-Fluss (Mai 1884), am Padas (November 1884), am Kawang (Februar 1885) und um die Mantanani-Inseln (April 1885) erweiterten. Einige kleinere Gebiete am Padas kamen im März 1898 hinzu.
Die Gesellschaft legte die Grundlagen für ein wirtschaftliches Wachstum in Nordborneo, indem sie entschlossen gegen die zunehmende Piraterie in den Küstengewässern und die Stammesfehden der indigenen Gruppen Sabahs vorging. Die Sklaverei wurde abgeschafft und eine Grundversorgung der Bevölkerung in den Bereichen Transport, Gesundheit und Bildung geschaffen. Da die Bevölkerung Nordborneos kaum 100.000 Einwohner betrug, wurde die Immigration von Arbeitern aus China gefördert. All diese Maßnahmen trugen dazu bei, dass gegen Ende des 19. Jahrhunderts in Nordborneo das Geschäft mit Tropenhölzern florierte und Tabak- und Gummiplantagen prosperierten.

### Britisches Protektorat
1888 wurde Nord-Borneo ein britisches Protektorat, aber die Verwaltung blieb weiterhin vollständig in Händen der North Borneo Chartered Company (auch British North Borneo Chartered Company, BNBCC). Die britische Krone behielt sich lediglich die Kontrolle über die Außenpolitik vor.
Von 1890 bis 1905 stellte die britische Regierung die Kolonie Labuan unter die Verwaltung der BNBCC.
Die Rolle der BNBCC hatte einen großen Einfluss auf die gesamte Entwicklung der Region. Obwohl die Lage im Staat überwiegend friedlich war, widersetzte sich die Bevölkerung gelegentlich den Maßnahmen der Gesellschaft, wie der Erhebung von Steuern oder der Abgabe von Land an europäische Plantagenbesitzer. Die beiden herausragenden Aufstände waren die Mat-Salleh-Rebellion von 1894 bis 1900 und die Rundum-Rebellion im Jahr 1915.
Das Verwaltungssystem der BNBCC lehnte sich an den Standard der britischen Kolonialverwaltung an. Dabei wurde das Land in Residenturen unterteilt, die wiederum aus verschiedenen „Provinzen“ bestanden. Die Bezeichnung „Provinz“ wurden später zugunsten der Unterteilung in „Distrikte“ aufgegeben. Ursprünglich gab es nur zwei Residenturen, die East Coast Residency und die West Coast Residency, deren Residenten in Sandakan bzw. Jesselton stationiert waren. Die Distrikte wurden von Distriktoffizieren verwaltet. 1922 wurde die Anzahl der Residenturen auf fünf und die Zahl der Distrikte auf 17 erhöht, um die neu erschlossenen Gebiete im Landesinneren besser verwalten zu können. Die fünf Residenturen West Coast, Kudat, Tawau, Interior und East Coast bildeten die Grundlage für die heutige Untergliederung in West Coast Division, Kudat Division, Tawau Division, Interior Division und Sandakan Division.
In diesem Verwaltungssystem waren die Spitzenämter vollständig an Briten vergeben, während die Stammeshäuptlinge auf der unteren Kommunalebene regierten. Diese Verteilung war nicht etwa ein bewusster Versuch der Briten, ein indirektes Herrschaftssystem (indirect rule) einzuführen, sondern lediglich eine für die Distriktoffiziere äußerst bequeme Festlegung, da letztere mit den Gebräuchen und Stammespolitiken der indigenen Gruppen nicht vertraut waren.
Tatsächlich regierte die BNBCC das Gebiet bis zum 1. Januar 1942. Nach der Invasion war Nordborneo bis 1945 unter japanischer Herrschaft. Die bewaffneten Kräfte der Gesellschaft waren gerade einmal 650 Mann stark und kaum in der Lage, der Invasion Widerstand entgegenzusetzen. Während der Besatzungszeit wurden die Europäer interniert, und die öffentlichen Einrichtungen stellten ihren Dienst ein. Armut, Krankheit und Unterernährung waren in jener Zeit an der Tagesordnung.
Im Juni 1945 landete die australische 9. Division in Brunei und befreite Nordborneo noch vor dem Ende des Krieges. Nordborneo wurde bis zur Wiederherstellung einer Zivilregierung am 15. Juli 1946 unter britische Militärverwaltung gestellt.

### Kronkolonie Britisch-Nordborneo
Die North Borneo Chartered Company hatte bei weitem nicht die finanziellen Ressourcen, um Nordborneo nach den Zerstörungen des Zweiten Weltkriegs wieder aufzubauen. Die größeren Städte waren durch das Bombardement der Alliierten restlos zerstört und die Infrastruktur des Landes befand sich in einem Zustand völliger Verwüstung. Die Gesellschaft entschied sich, ihre Interessen an die britische Regierung abzutreten. Das Territorium wurde zunächst unter die Kontrolle des Colonial Office gestellt und wurde am 15. Juli 1946 zusammen mit Labuan zur britischen Kronkolonie. Die Zerstörung der früheren Hauptstadt Sandakan waren so enorm, dass Jesselton zur Nachkriegshauptstadt bestimmt wurde. Das Verwaltungssystem war samt seiner Aufteilung in Residenturen und Distrikte mit dem vor dem Krieg eingeführten System identisch; allerdings, als Ergebnis des veränderten Status, erhielt Nordborneo nun Zugang zu Regierungsgeldern, die für den Wiederaufbau verwendet wurden.
An die Spitze der Kronkolonie wurden ein Gouverneur und ein Oberbefehlshaber (Commander-in-Chief) gesetzt, die Nordborneo mit Hilfe eines Beratungsgremiums regierten. Dieses Advisory Council bestehend ex-officio aus einem Staatssekretär als Stellvertreter des Gouverneurs (Chief Secretary), dem Generalstaatsanwalt und dem Schatzmeister sowie weiteren Beratern, die der Gouverneur als notwendig erachtete. 1950 wurde das Advisory Council durch das Executive Council (dtsch.: „Exekutivrat“) und das Legislative Council (dtsch. „Legislativrat“) ersetzt.
Der Exekutivrat arbeitete als Kabinett und wurde vom Chief Secretary angeführt. Neben dem Generalstaatsanwalt und dem Schatzmeister gehörten zwei behördliche Vertreter und vier nominierte Mitglieder zu diesem Kreis. Der Gouverneur hatte den Vorsitz über die Treffen des Exekutivrats und war allein berechtigt, dem Rat Anfragen vorzulegen.
Der Legislativrat bestand aus dem Gouverneur als Präsidenten, den bereits erwähnten drei ex-officio Mitgliedern, neun behördlichen Vertretern und zehn nominierten Mitgliedern.
Die Spitzenposten in der Verwaltung waren wiederum durch Briten besetzt und erst 1957 gelang es dem ersten Nicht-Europäer den Posten eines gehobenen Verwaltungsbeamten einzunehmen.
Am 31. August 1963 wurde Britisch-Nordborneo in Keningau die volle Selbstverwaltung übertragen. Etwas mehr als zwei Wochen später, am 16. September 1963, trat der Staat zusammen mit Sarawak und Singapur der Föderation Malaya bei, die das heutige Malaysia bildet.

## Briefmarken
Ursprünglich wurde Post aus Nord-Borneo unter Verwendung von Briefmarken des Straits Settlements über Labuan oder Singapur weiterversandt. Die North Boneo Chartered Company gab im März 1883 ihre ersten eigenen Briefmarken heraus, die mit dem Wappen der Gesellschaft – einer Dau und einem Löwen – der Inschrift „NORTH BORNEO“ und der Wertangabe in Englisch, Jawi und Chinesisch. Als Wertangaben wurden anfangs 2c, 4c und 8c verwendet, gefolgt von großen Marken im Wert von 50c and $1 die im Übrigen eine aufwendigere Gestaltung aufwiesen und bei denen das Wappen von zwei Eingeborenen flankiert wurde.
1886 kamen Briefmarken im Wert von ½c, 1c und 10c dazu. Dem Bedarf an den Werten 3c und 5c kam man durch einen Überdruck der bereits vorhandenen Marken nach. Zur gleichen Zeit brachte die Druckerei Blades, East, and Blades in London eine Ausgabe mit der Inschrift „BRITISH NORTH BORNEO“ heraus, die zusätzlich die Werte 25c und $2 enthielt und mit aufwendigen Rahmen versehen war. Die Briefmarken wurden 1888 nochmals verändert und enthielten nun die Aufschrift „POSTAGE & REVENUE“ statt wie bisher „POSTAGE“ sowie kleinere Änderungen an den Werten von 25c bis $2. 1889 kamen größere und aufwendigere Marken zu $5 und $10 dazu.
Engpässe in den Jahren 1890, 1891 und 1892 machten die Einführung weiterer Aufschläge erforderlich.
1894 gab das Protektorat eine neue, von Waterlow and Sons gestochene Dauerserie heraus, die neun Illustrationen mit Pflanzen, Tieren und Szenen aus Nordborneo umfasste und die Inschrift „STATE OF NORTH BORNEO“ trug.